# 新田杏樹
新田 杏樹（にった あんじゅ、1992年8月16日 - ）は、日本の男性声優。宮城県仙台市出身。81プロデュース所属。

## 略歴
ゲーム『テイルズ オブ ファンタジア』と『ファイナルファンタジーVII』がきっかけで中学3年生から声優を目指し始めた。中学3年生の時に母と担任教師と三者面談していた時に担任教師から「将来の夢は何ですか?」と聞かれた時に「声優です!」と答え、担任教師は「え〜〜っ!?声優さん!?」と驚き、母親も驚いていた。新田は覚えていなかったが、母親にも三者面談になるまで「声優になりたい」ということを伝えていなかった。
専門学校 東京声優・国際アカデミーの声優養成科を卒業。在学中は同校提携の学生寮で生活し、2年間通っていた。卒業公演での演技が評価されたことから、2015年4月1日付けで81プロデュースにジュニアとして所属。
『あんさんぶるスターズ!』が初めて役名のある仕事となった。

## 人物
趣味・特技はギター、ゲーム、縄跳び。
2人兄弟であり、兄がいる。

## 出演
太字はメインキャラクター。

### テレビアニメ
2015年
- NHKスペシャル アニメドキュメント 「あの日、僕らは戦場で」
- カードファイト!! ヴァンガードG（USファイター、スタッフA）
- 探偵チームKZ事件ノート（男子生徒1）

2016年
- 宇宙パトロールルル子（生徒星人）
- 境界のRINNE（男子生徒C）
- ハンドレッド（生徒）

2017年
- かみさまみならい ヒミツのここたま（少年）
- リトルウィッチアカデミア（マイケル）
- 冴えない彼女の育てかた♭
- BanG Dream!（店員）

2018年
- メジャーセカンド（2018年 - 2020年、風林中野球部 部員C、福沢） - 2シリーズ
- 音楽少女（音楽少女ファン）

2019年
- 賭ケグルイ××（生徒）
- あんさんぶるスターズ!（仙石忍）
- うちの娘の為ならば、俺はもしかしたら魔王も倒せるかもしれない。（ルディ兄）
- けだまのゴンじろー（スターター）
- ぼくたちは勉強ができない!（男子A）

2020年
- 22/7（カメラマン）
- パズドラ（少年A）
- 異種族レビュアーズ（兵士）
- 遊☆戯☆王SEVENS（図書委員）

2021年
- 2.43 清陰高校男子バレー部（福蜂部員）
- 灼熱カバディ（チームメイト2、少年A）
- シャドーハウス
- フルーツバスケット（卒業生）
- メガトン級ムサシ（オペレーター）

2022年
- デリシャスパーティ♡プリキュア（生徒、佐藤やすし）
- 乙女ゲー世界はモブに厳しい世界です（選手）

2023年
- 弱虫ペダル LIMIT BREAK（生徒）
- HIGH CARD（衛兵）
- 忍たま乱太郎（忍たま）
- ふしぎ駄菓子屋 銭天堂（山中勇太郎）

2023年
- クラシック★スターズ（司会者）

### 劇場アニメ
- 君の膵臓をたべたい（2018年、乾物屋のおじさん）
- 大雪海のカイナ ほしのけんじゃ（2023年）

### OVA
- 12歳。 〜boy friend age2 - 4〜（2015年、男子、男子〈記者〉）

### Webアニメ
- ちびあいりんのゆるやかな日常（2018年）

### ゲーム
2015年
- あんさんぶるスターズ!（2015年 - 2020年、仙石忍）
- 魂の交渉屋とボクの物語 －Soul Negotiator－（タク）
- 幻獣契約 クリプトラクト（シグルス）

2016年
- 白猫プロジェクト（ショウ）

2019年
- 干支かれ（左京）
- ステラービース（ジェイド・ディディエ）
- デュエル・マスターズ プレイス（2019年 - 2020年、アクア・ビークル、アクア・ガード、撃墜団長メッツァー、神門の精霊アールフリート、エンペラー・ジュニア）

2020年
- あんさんぶるスターズ!! Basic / Music（2020年 - 2023年、仙石忍） - 2作品
- ファイナルファンタジーVII リメイク

2021年
- キズナファンタジア〜海辺の国の大聖典〜（ディケム）

2023年
- 時空の絵旅人（ザック）

2024年
- ファイナルファンタジーVII リバース
- アークナイツ（ワンチィン）

### 吹き替え

#### ドラマ
- Mr.イグレシアス（2019年、ロレンゾ）

#### アニメ
- きかんしゃトーマス トーマスのはじめて物語（2015年、いたずら貨車）

### デジタルコミック
- 『怪盗ルパン伝 アバンチュリエ』 PRモーションコミック（2013年[24]）
- 『12歳。』シリーズ ボイスコミック（2019年、委員長[25][26]）

### 舞台
- アイムソーリー（2016年[27]）
- 魔女っ子マジョリティ the MUSICAL（2018年）
- 音楽朗読劇 「嵐が丘」（2020年）
- フクロウガスム（2020年）
- 海岸線のクジラ（2021年）

### インターネットテレビ
- アニメイト池袋本店24時間だよ全員集合!!ニコ生
- 月刊 あんさんぶるスタジオ!8月号ニコ生
- 月刊 あんさんぶるスタジオ!6月号ニコ生

### オーディオブック
- とある飛空士への恋歌（2019年、カルエル）
- ヒーローズ(株)!!! シリーズ（2020年、朗読[28][29]）
- 俺と彼女の恋を超能力が邪魔している。（2021年、伊藤大治郎[30]）
- これは学園ラブコメです。（2021年[31]、高城圭[32]）
- 青春絶対つぶすマンな俺に救いはいらない。（2021年[31]、古賀拓斗 ほか[32]）
- あの夏、最後に見た打ち上げ花火は（2021年、朗読＋眞田寛樹[33]）
- GJ部中等部（2022年、ケンケン[34]）

### テレビ番組
- ビットワールド（2023年 - 2024年、クマッチャ[35]）

### 人形劇
- 人形劇 おのくん人形劇（支配人[36]）

### その他コンテンツ
- 「ゴールデンエッグ」1巻発売記念PV（2023年、浜渦光[37]）

## ディスコグラフィ

### キャラクターソング
| 発売日         | 商品名                                                        | 歌                     | 楽曲                                              | 備考                                                    |
| -------------- | ------------------------------------------------------------- | ---------------------- | ------------------------------------------------- | ------------------------------------------------------- |
| 2015年12月23日 | あんさんぶるスターズ！ ユニットソングCD Vol.5 流星隊          | 流星隊                 | 「夢ノ咲流星隊歌」 「天下無敵☆メテオレンジャー!」 | ゲーム『あんさんぶるスターズ!』関連曲                   |
| 2016年11月23日 | あんさんぶるスターズ！ ユニットソングCD 2nd Vol.05 流星隊     | 流星隊                 | 「五色のShooting☆Star!!!!!」 「流星花火」         | ゲーム『あんさんぶるスターズ!』関連曲                   |
| 2017年8月9日   | あんさんぶるスターズ！ ユニットソングCD 3rd Vol.01 流星隊     | 流星隊                 | 「SUPER NOVA REVOLU5TAR」 「GROWING STARRY DAYS」 | ゲーム『あんさんぶるスターズ!』関連曲                   |
| 2018年3月7日   | あんさんぶるスターズ！アルバムシリーズ 流星隊                 | 流星隊                 | 「アンリミテッド☆パワー!!!!!」                    | ゲーム『あんさんぶるスターズ!』関連曲                   |
| 2018年3月7日   | あんさんぶるスターズ！アルバムシリーズ 流星隊                 | 仙石忍（新田杏樹）     | 「疾風迅雷 忍び道」                               | ゲーム『あんさんぶるスターズ!』関連曲                   |
| 2019年8月14日  | Stars' Ensemble!                                              | 夢ノ咲ドリームスターズ | 「Stars' Ensemble!」                              | テレビアニメ『あんさんぶるスターズ!』オープニングテーマ |
| 2019年11月27日 | あんさんぶるスターズ! EDテーマ集 VOL.04                       | 流星隊                 | 「メテオ・スクランブル☆流星隊!」                  | テレビアニメ『あんさんぶるスターズ!』エンディングテーマ |
| 2020年8月26日  | BRAND NEW STARS!!                                             | ESオールスターズ       | 「BRAND NEW STARS!!」                             | ゲーム『あんさんぶるスターズ!!』主題歌                  |
| 2020年8月26日  | BRAND NEW STARS!!                                             | ESオールスターズ       | 「Walk with your smile」                          | ゲーム『あんさんぶるスターズ!!』関連曲                  |
| 2021年2月24日  | あんさんぶるスターズ!! ESアイドルソング season1 流星隊        | 流星隊                 | 「彗星HALATION」 「BRAND NEW STARS!!」            | ゲーム『あんさんぶるスターズ!!』関連曲                  |
| 2021年6月23日  | FUSIONIC STARS!!                                              | ESオールスターズ       | 「FUSIONIC STARS!!」                              | ゲーム『あんさんぶるスターズ!!』関連曲                  |
| 2022年1月22日  | あんさんぶるスターズ!! FUSION UNIT SERIES 06 流星隊 × Knights | 流星隊、Knights        | 「青春Emergency」                                 | ゲーム『あんさんぶるスターズ!!』関連曲                  |
| 2022年1月22日  | あんさんぶるスターズ!! FUSION UNIT SERIES 06 流星隊 × Knights | 流星隊                 | 「FUSIONIC STARS!!」                              | ゲーム『あんさんぶるスターズ!!』関連曲                  |
| 2024年6月26日  | Stars' Ensemble!                                              | 夢ノ咲ドリームスターズ | 「Stars' Ensemble!」                              | ゲーム『あんさんぶるスターズ!!』関連曲                  |
| 2024年6月26日  | BRAND NEW STARS!!                                             | ESオールスターズ       | 「BRAND NEW STARS!!」 「Walk with your smile」    | ゲーム『あんさんぶるスターズ!!』関連曲                  |
| 2024年6月26日  | FUSIONIC STARS!!                                              | ESオールスターズ       | 「FUSIONIC STARS!!」                              | ゲーム『あんさんぶるスターズ!!』関連曲                  |